# Ananteris sabineae
Ananteris sabineae és una espècie d'escorpí del gènere ananteris. Té una pigmentació pàl·lida en els pedipalps i potes, i una pigmentació fosca en la cuirassa. També té taques grogues. Està estretament emparentada amb l'espècie Ananteris pydanieli. Va ser descrita el 2001.